# 우타우고우
우타우고우 (광둥어: 芋頭糕, 월병: wu6 tau4-2 gou1, 중국어 간체자: 芋头糕, 병음: yùtou gāo 위터우가오[*], 한자음: 우두고)는 광둥 요리의 하나로, 토란으로 만든 떡의 일종이다. 쌀가루를 주재료로 하여 만든 고소한 떡이라는 점에서 무로 만든 로박고우와도 비교되지만 식감이 촘촘하다.
영어로는 타로 케이크 (Taro Cake, 토란떡)라고 부른다.

## 유형
딤섬 메뉴 중 하나로 취급되며 직사각형 조각으로 잘라 팬에 지져 내놓는 경우가 일반적이다다. 중국 남부와 홍콩, 해외 차이나타운 식당에서 찾아볼 수 있다. 우타우고우에 들어가는 다른 재료로는 돼지고기와 표고버섯, 중국 소시지가 있다. 다 만든 후에는 잘게 썬 쪽파를 위에 얹는 것이 일반적이다.
가정에서 만들 때에는 구워서 만든다. 재료는 동일한 경우가 일반적이며, 깊숙한 팬에 넣어 몹시 부드러운 반죽이 될 때까지 오랜 시간동안 쪄낸다. 요리법은 가정이나 지역마다 크게 다를 수 있다.
식당에서 내놓는 우타우고우의 경우에는 메인 코스의 전채 요리로 제공되며, 조그맣게 깍둑썰기하여 내놓는다. 일반적이지는 않지만 단단한 상태로 조금 얼려 내놓는 경우도 있다.

## 다른 문화

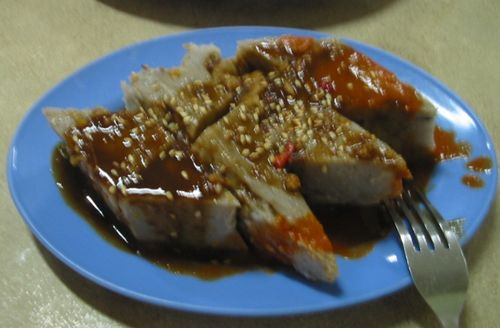
참마 케이크

중국 뿐만 아니라 동남아시아 일부 국가에서도 화교의 영향으로 토란떡을 찾아볼 수 있다. 베트남 요리에 비슷한 요리가 있으며 바인코아이몬 (bánh khoai môn)이라 부른다.
말레이시아와 싱가포르에서는 얌 케이크 (yam cake)라는 이름으로 알려져 있다.

## 같이 보기
- 순무 케이크
- 마타이고우
- 녠가오
- 우곡